# Jim Cartwright
Jim Cartwright (Farnworth (Inglaterra), 27 de junio de 1958) es un dramaturgo y actor inglés.

## Biografía
Cartwright nació en Farnworth (Lancashire), hijo de Jim Cartwright y Edna Main. Realizó sus estudios en la Central School of Speech and Drama en Londres.
La primera obra de Cartwright, Road, ganó varios premios incluyendo el George Devine Award y el Samuel Beckett Award. La obra fue adaptada para la televisión y transmitida por la BBC. Cartwright escribió la obra The Rise and Fall of Little Voice, la cual fue estrenada en el Royal National Theatre en 1992. La obra fue adaptada en la película de 1998 Little Voice, protagonizada por Jane Horrocks, Michael Caine, Ewan McGregor, Brenda Blethyn y Jim Broadbent.

## Obras
- RAZ (2015)
- The Ancient Secret of Youth and the Five Tibetans (2015)
- Mobile Phone Show (2014)
- Hard Fruit (2000)
- Prize Night (1999)
- Kiss The Sky (1996)
- I Licked A Slag's Deodorant (1996)
- Stone Free (1994)
- The Rise and Fall of Little Voice (1992)
- Eight Miles High (1991)
- Fruitcake Marmalade (1990)
- Baths (1990)
- Two (1989)
- Bed (1989)
- Road (1986)

## Filmografía
- Vacuuming Completely Nude in Paradise (2001, telefilme)
- Strumpet (2001, telefilme)
- Little Voice (1998)
- Vroom (1988)
- Road (1987, telefilme)